# Leichte Kavallerie (Operette)
Leichte Kavallerie ist eine Operette in zwei Akten des Komponisten Franz von Suppè und des Librettisten Karl Costa. Sie wurde am 21. März 1866 am Carltheater in Wien uraufgeführt. Sie ist heute nur noch durch ihre weltberühmte Ouvertüre bekannt.

## Einführung
Die Legende, dass die Operette, weil sie das österreichische Militär parodiere, nach dem verlorenen Krieg gegen Preußen 1867 verboten wurde, ist genauso falsch wie die gegenteilige Behauptung, die Operette könne nicht mehr gespielt werden, weil sie das Militär zu sehr verherrliche. Das Husarenleben wird dabei zwar romantisierend dargestellt, nicht aber verherrlicht. Die Leichte Kavallerie ist die erste Wiener Operette, die lange vor dem „Zigeunerbaron“ (1895, Johann Strauss) das ungarische Element in die Musik einbringt.
Von der Operette „Leichte Kavallerie“ gibt es aus dem Jahr 1934 eine Neubearbeitung von Hans Bodenstedt. In dieser Fassung spielt die Handlung in der Zeit um 1750 auf der Burg Rheinfels und befasst sich mit der Frage, was man tun kann, wenn der Landesherr sein Geld für Maitressen ausgibt. Es wird beschlossen, eine echte Kavallerie herbeizuholen, um damit die Lotterwirtschaft des Landesherren zu beenden.

## Handlung
1. Akt – Marktplatz
Vilma ist eine Waise, die durch die Gemeinde erzogen wurde. Nun ist sie eine hübsche junge Frau geworden und verdreht allen Männern den Kopf. Den Ehefrauen ist das ein Dorn im Auge und sie beklagen sich beim Bürgermeister Bums und beim Gemeinderat Pankraz über das liederliche Verhalten Vilmas. Bums und Pankraz sind heimlich in Vilma verliebt, müssen aber auf Drängen ihrer eifersüchtigen Ehefrauen eine Ratsversammlung einberufen, um die Verbannung Vilmas zu beschließen. Die Gemeinderäte kommen zu keinem Ergebnis (Lied „Wie gescheit, wie gescheit, wir von der G'meind“).
Vilma kümmert sich nicht um das Gerede der Leute, denn sie ist in Hermann verliebt. Dieses Idyll wird durch den Einzug ungarischer Husaren unterbrochen. Unter Führung ihres Wachtmeisters Janos beziehen sie Quartier bei den Bürgern und besonders die weibliche Bevölkerung begrüßt die Soldaten mit Jubel.
2. Akt – Marktplatz
Vergeblich versucht Hermann Vilma zu heiraten. Sein Vormund, Bürgermeister Bums, verweigert ihm seine Zustimmung, da er sich selbst noch Hoffnung auf die junge hübsche Frau macht. Enttäuscht will sich Hermann den Husaren anschließen und unterhält sich deswegen mit Janos. Dieser will Hermann helfen, da er inzwischen selbst gemerkt hat, wie es um die Sittsamkeit in dieser Ortschaft bestellt ist. Er will den Einwohnern – Frauen wie Männern – einen Streich spielen, um sie eines Besseren zu belehren.
Janos verspricht in aller Heimlichkeit Bums und Pankraz, ihnen ein Tête-à-tête mit Vilma zu arrangieren. Anstelle von Vilma lockt er Eulalia, die Ehefrau von Pankraz zu diesem Stelldichein. Eulalia, die einer Affäre mit Janos nicht abgeneigt ist, glaubt an diesem Treffpunkt Janos zu treffen. Dieser richtet es so ein, dass auch Apollonia, die Ehefrau von Bums, in der Nähe ist und das Ganze belauschen kann. Zufällig treffen sich dann eben an diesem Treffpunkt im Dunkeln auch Carol und Stefan mit den Bürgerstöchtern Dorothea und Regina.
Janos hat Mitleid mit den unglücklich Verliebten, Hermann und Vilma, da er ähnliches auch erlebt hatte. Als er jung war, liebte er Zinka, die er aber seiner Armut wegen nicht heiraten durfte. Er musste sie verlassen und hatte sie nie wieder gesehen. Während er an seine alte Liebe denkt, fällt ihm ein Lied ein, das er immer mit Zinka gesungen hatte und das keiner mehr kennt. Plötzlich erklingt genau dieses Lied. Aber es ist nicht Zinka, sondern Vilma, die dieses traurige Lied singt. Sie lernte es in ihrer Kindheit von ihrer Mutter.
Janos sucht in der Dunkelheit nach der Sängerin und findet Vilma. Seine Fragen ergeben, dass zur großen Überraschung Vilma seine Tochter ist. So groß die Freude über die gefundene Tochter ist, so groß ist auch sein Zorn über die Behandlung Vilmas in dieser Stadt. Der Streich, den er sich ausgedacht hatte, wird zu Ende geführt. Nachdem sich alle Beteiligten größtmöglich lächerlich gemacht haben, zwingt Janos den Bürgermeister, der Hochzeit Vilmas mit Hermann zuzustimmen.
Als Bums notgedrungen seinen Segen gibt, ertönt das Signal zum Abmarsch. Die Husaren sammeln sich auf dem Marktplatz und reiten – fröhlich wie sie gekommen sind – wieder weiter. Die Leichte Kavallerie hat ihre Schuldigkeit getan.

## Musik
Suppès Nachfolgeoperette nach der Schönen Galathée war zunächst sehr erfolgreich. Die Presse schrieb u. a. „Sämtliche Gesangsnummern […] wurden zur Wiederholung verlangt.“ Den Charakter der Musik beschreibt nachfolgendes Zitat am besten: „Suppès Neigung für rhythmische und harmonische Effekte fand auf dem Boden nationalungarischer Musik ihren erwünschten Spielraum, von dem aus der Komponist Abstecher in verschiedene andere Länder machte.“ Trotz der lobreichen Presse kann aber nicht überhört werden, dass die Musik nicht an die „von großem Schwung und erstaunlichem Reichtum an melodischen Einfällen“ geprägte Musik der Galathée heranreicht. Es gab ja auch damals schon kritischere Stimmen: „[Die Musik] bewegt sich fortwährend in lärmenden Galopp und Marschrythmen…“; Erholung davon boten aber „die etwas süßlich gehaltene Romanze Hermanns…“ und „das wirklich schön komponierte und leidenschaftlich vorgetragene Klagelied Vilmas.“
Es gibt eine einzige Einspielung dieser Operette in einer Rundfunkbearbeitung durch den ORF aus dem Jahre 1958 (siehe Einspielungen). In dieser Bearbeitung wurde ein Vorspiel eingefügt, welches das Werk noch sentimentaler werden lässt. Weiterhin wurde im Schlussgesang noch der aus der Ouvertüre weltberühmte Reitermarsch eingefügt, der in der Operette selbst nicht vorkommt (wie schon der berühmte Walzer in der Schönen Galathée).
Das Werk hat 14 musikalische Nummern, von denen einige tatsächlich nicht sehr anmutig sind. Insbesondere der Einmarsch der Kavallerie fällt unter die Kategorie der „lärmenden Galopp- und Marschrythmen“. Hierher hätte man in der Bearbeitung besser den oben genannten Reitermarsch platziert. Positiv hervorzuheben sind dagegen die von der Kritik erwähnte Romanze und das Klagelied Vilmas, das in einer melodramatischen Szene das getragene Czardasmotiv aus der Ouvertüre enthält. Weiter erwähnenswert ist das aus der Wiener Possentradition stammende Gemeindelied mit vielen damals aktuellen politischen Anspielungen und das Lied des Janos „Reiterlust Husarenleben“. Höhepunkt der Operette dürfte aber das große Ensemble kurz vor Schluss sein, eine köstliche Persiflage auf die italienische opera buffa, zu dem einer der zeitgenössischen Kritiker allerdings anmerkte: „Dass in einer musikalisch illustrierten Dorfgeschichte ein complett italienisches Opernfinale, gesungen von Husaren und Bauern, […] nicht recht am Platze ist, das geniert wenig Herrn v. Suppé und es schien auch die Majorität des Publikums nicht zu genieren.“
Nach dem verlorenen Krieg Österreichs gegen Preußen im Jahr der Uraufführung erlahmte beim Publikum das Interesse für alles Militärische. Die Operette wurde abgesetzt, das Carltheater wegen schwindenden Besucherzahlen sogar zeitweilig geschlossen, und so geriet die Leichte Kavallerie in Vergessenheit. Nur die Ouvertüre, die zu Suppès berühmtesten zählt, wird bis heute in den Konzertsälen und Festplätzen dieser Welt häufig gespielt.

## Einspielungen
Es gibt eine einzige Rundfunkaufnahme dieses Werkes vom ORF aus dem Jahre 1968, welche lange Zeit aus urheberrechtlichen Gründen nicht erhältlich war. 2009 wurde die Aufnahme, in der u. a. Karl Terkal, Kurt Preger, Laurence Dutoit und Marianne Lozal als Vokalisten neben dem Großen Wiener Rundfunkorchester unter Max Schönherr auftreten, beim Label Hamburger Archiv für Gesangskunst veröffentlicht. Die Ouvertüre zur Leichten Kavallerie wurde beim Neujahrskonzert der Wiener Philharmoniker am 1. Jänner 2020, dirigiert von Andris Nelsons, als erstes Stück nach der Pause aufgeführt und in Bild und Ton aufgezeichnet. Dieser Live-Mitschnitt ist auf DVD und CD erhältlich.

## Sonstiges
- In Walt Disneys Zeichentrickfilm „Symphony Hour“ (1942) dirigiert Micky Maus Suppès Ouvertüre „Leichte Kavallerie“. Donald Duck, Goofy, Klarabella Kuh und Rudi Ross sind die Musiker, während Kater Karlo als Sponsor auftritt.[9]
- Der Internationale Sportfahrerlehrgang der Scuderia Hanseat auf dem Nürburgring setzt seit seinem Entstehen 1958 die Ouvertüre als Startfanfare ein.
- Der Wiener Kabarettist Hugo Wiener hat die Ouvertüre bearbeitet, mit einem Text versehen, worauf das Lied von Cissy Kraner unter dem Titel „Feuchte Krawallerie (Nach der Scheidung)“ aufgenommen wurde.[10]
- Eintracht Frankfurt verwendet die Ouvertüre als Torhymne.
- Frank Zappas Lied „Jesus Thinks You're A Jerk“ vom Album „Broadway The Hard Way“ (1988) zitiert eine Passage aus Suppès „Leichte-Kavallerie“-Ouvertüre, worauf Zappa selbst hingewiesen hat.[11]